# Beethovenkreis (Arbeiterjugend)
Der Beethovenkreis ist ein Zusammenschluss aus Arbeiterjugendverbänden, die sich auf Ebene des Deutschen Bundesjugendrings koordinieren.

## Zusammensetzung
Folgende Verbände gehören dazu (Stand 2016):
- ASB-Jugend (Arbeiter-Samariter-Jugend),
- Jugendwerk der Arbeiterwohlfahrt
- BDAJ (Bund der Alevitischen Jugendlichen in Deutschland),
- DGB-Jugend (Deutsche Gewerkschaftsjugend),
- DIDF-Jugend (Föderation Demokratischer Arbeitervereine),
- DSchrJ (Deutsche Schreberjugend),
- NFJD (Naturfreundejugend Deutschlands),
- SJD – Die Falken (Sozialistische Jugend Deutschlands – Die Falken) und
- Soli-Jugend (Solidaritätsjugend Deutschlands).[2]

## Aktivitäten
- 2010: Beethoven-Arbeiterjugendcamp in der Ritterburg Lützensömmern (Thüringen)[3]

## Sonstiges
Die Falken Mecklenburg-Vorpommern haben ein Logo ins Internet gestellt.